# 下双子筋
下双子筋（かそうしきん、かふたごきん、英語: gemellus inferior muscle）は、双子筋のうち、坐骨結節を起始とし、内下方に斜走して大腿骨大転子に付着している筋肉である。
股関節を外旋する作用があり、仙骨神経叢の支配を受けている。